# 王牌對決
《王牌對決》（台湾旧译）是韓國公司IO Entertainment製作的PC線上遊戲,於2009年在南韓正式營運。

## 營運

### 臺灣
2011年1月6日由臺灣公司庫果遊戲開始封測，命名為「時空亂鬥」，於2012年結束營運。
2012年1月27由臺灣公司遊戲怪獸代理營運，改名為「英雄大亂鬥」，於2015年3月5日結束營運。
2015年3月12日由臺灣公司Garena代理營運，改名為「王牌對決」，於2018年3月8日轉移至韓國公司VALOFE繼續營運，於2020年9月24日結束營運。
2021年11月11日由VALOFE於VFUN平台重新營運，於2022年7月26日結束營運。
2022年7月由VALOFE在Steam平台重新營運，僅提供簡體中文，於2023年12月29日結束營運。

### 中國大陸
2014年5月22日由騰訊代理開始運營，於2016年10月20日終止營運。
2022年7月由VALOFE在Steam平台重新營運，於2023年12月29日結束營運。

## 遊戲模式
跟照原廠版本，目前遊戲模式依照獨立計算總共有十五種。
- PVP模式：「街機模式」
- PVE模式：「足球模式」、以及拆塔打怪的「鬥塔模式－森林秘境」、「鬥塔模式－冰雪之城」、「鬥塔模式－火之神殿」、「鬥塔模式－秘密工廠」
- 對戰模式：「俘虜模式」、「團隊死鬥模式」

其他模式還有：「殭屍模式」、「奪冠模式」、「豪神模式」、「能量石模式」、「亂鬥模式」、「侏儒模式」、「AI團隊死鬥模式」、「Boss車輪戰」、「懷舊模式」、「旗幟模式」、「內褲大戰」、「競技場」

### 特色系統
《王牌對決》的特色系統有許多種，可以針對玩家的不同需求來進行遊戲。遊戲模式多變且自由。可讓玩家享受格鬥、交友、休閒的樂趣。

## 研發與營運
2008年，IO Entertainment在韓國公開測試中線上動作遊戲《Lost Saga》遊戲影片，遊戲特色為集結了海盜、科幻、武俠等多樣化風格的職業齊聚一堂，奮力展開各種戰鬥，影片展現遊戲角色華麗而暢快的動作感。。
臺灣公司庫果遊戲於2011年1月6日得到代理權，定名為「時空亂鬥」，但因韓國開發商單方面中止更新，同年12月31日宣布停止營運。隔年2012年，遊戲怪獸公司宣佈FUN 4公測，1月27日將正式營運，並將原名「時空亂鬥」改名為「英雄大亂鬥」。2014年5月，中國大陸騰訊公司獲得中國大陸代理權，定名為「王牌對決」。台灣遊戲怪獸後因2015年2月4日韓國IO Entertainment宣布合約到期並不在續約，於是宣佈於2015年3月5日終止英雄大亂鬥台灣地區的營運。後台灣競舞娛樂公司Garena宣佈即將代理本作，並又將之改名為「王牌對決」（和中國大陸定名一樣）。2015年3月5日英雄大亂鬥關服後，3月6日正式刪檔封測，當天Garena宣布將遊戲怪獸英雄大亂鬥玩家的舊有帳號辦理轉移的活動，活動期間到2015年4月27日上午12時結束。2015年3月12日下午15時正式開始公開測試，資料有辦者全數轉移。
其後Garena於2018年3月8日終止營運，同日由韓國公司VALOFE繼續代理；最終於2020年9月24日終止營運。

## 歷史事件

### 拔線成風
於2013年，以遊戲怪獸作為代理的時期，當時拔線成風，不論在競技場抑或在路人場，都能觀察到有為數不少的玩家肆無忌憚地拔線。能造就到如此的局面，不只是拔線玩家單方面所造成，而是當時的官方坐視不埋，助紂為虐。結果令拔線勢力日益坐大，不但破壞其他玩家的遊戲體驗，而且還導致不少玩家因而決定退出台服Lost Saga，拔線成風一事直到2014年中期至尾期才得到輕微的舒緩。其中有不少以拔線聞名的玩家，例如:-火雲邪神-謝武庭

### 搖桿風波
搖桿的概念早已在2012年存在，當時是被運用在兩個人互相使用搖桿以達至取得經驗的用途上。於2014年，利用搖桿取得經驗的方式普及，當時有不少玩家因使用了搖桿，英雄等級比起其他正常遊玩的玩家高出二倍甚至三倍。因搖桿必須配合額外的程式才能逹至取得經驗的效果，所以被不少玩家稱為「外掛」。隨之，搖桿程式更被運用到其他途徑上，其中以毀滅席徳SD最為人深刻，當時毀滅席徳SD配合搖桿程式在數秒內可造成高達50Combo的高輸出傷害，嚴重破壞當時的遊戲平衡。正常遊玩的玩家面對著英雄升級的不公，加上遊戲平衡被破壞的不滿，紛紛向當時的官方遊戲怪獸投訴，在早期官方也有採取封鎖帳號的行動，但在後期開始坐視不理，搖桿程式漸漸變得合法化，導致不少玩家因而決定退出台服Lost Saga。自從搖桿風波過後，玩家大量流失，當時可說是陷入一蹶不振的局面。直到新代理商Garena進駐後玩家與官方的第一場見面會，老玩家紛紛提出搖桿問題，搖桿風波才得以平息。搖桿風波影響深遠，直到現在擁有大量高等級英雄的老玩家，還是會被一些有偏見的玩家強行灌上搖桿玩家之名。

### 網路事故
於2015年8月，幾乎所有台灣以外玩家的網路速度無故由五格(正常)降至四格(少許延遲)，其中以香港與澳門玩家最受到影響，因此令到大部份香港與澳門玩家受到不少台灣玩家抨擊，最終把香港與澳門玩家的容忍度推向極致。於這段時間，香港與澳門玩家不斷發信官方，但始終沒有一個滿意的回覆。直到同年大約10月至11月網路事故無預兆地告一段落，因官方一直沒有公開處理事件，所以網路事故所衍生的責任無條件地由香港與澳門玩家一力承擔。

### 外掛肆虐
於2015年12月，外掛忽然湧入台服Lost Saga，不論在廣場、路人場、競技場等，都有外掛的足跡。外掛以無限技能與血量加上教父里昂的極速連射為標記，令當時不少玩家不寒而慄。外掛的擴散猶如病毐般，首先從競技場發現外掛的存在，以當時首位外掛玩家:中性男孩為宿主，繼而開始發現其他不知名的玩家使用外掛。官方見事態嚴重，立即採取封鎖帳號行動。於2016年前期，官方以無公開的方式為遊戲安裝防外掛程式，外掛肆虐問題告一段落。但於2016年10月初，有玩家表示在路人場看到疑似外掛的蹤影。
2018年1月，台服代理Garena宣布即將交由Valofe代理後，突然出現一群外掛玩家。懷疑是因為Garena於1月起宣布交由Valofe營運後開始坐視不理外掛玩家引致問題頻生。
惟Valofe接手之後，情況未有顯著改善，外掛依舊經常出現。

### 台服代理無心戀戰
自Garena代理後期，便已出現代理對遊戲問題充耳不聞的情況，導致外掛橫行肆虐；2018年由新廠商Valofe接手後，遊戲儘管依然有在按時更新，但外掛問題依然未有處理；更甚出現大量翻譯錯漏甚至亂碼。縱使官方受到大量玩家的控訴，卻始終對外掛以及翻譯問題充耳不聞，甚至把官方粉絲團當作公司其他遊戲的宣傳板，情況直到台服關閉都未見改善。代理坐視不理的行為亦直接導致常駐玩家數量插水式下降，主頁的遊戲房間更經常只有一至兩頁。

### 轉戰中國大陸
從台灣暫停代理後，刪除台灣遊戲用戶所有數據，同年轉戰中國大陸。同時上架Steam平台，希望吸引更多客戶卻只鎖定中國地區，除了開服初期已達遊戲在線最高峰，不足半年Steam平台平均在線人數只剩15人，曾多次無人在線

## 外部連結
- 南韓官方網站 （页面存档备份，存于）（遊戲會鎖非韓國IP）
- 臺灣官方網站（已無法開啟）
- 中國官方網站 （页面存档备份，存于）（現已為其他網站）
- 臺灣官方粉絲團 （页面存档备份，存于）